# یاپتوس (قمر)

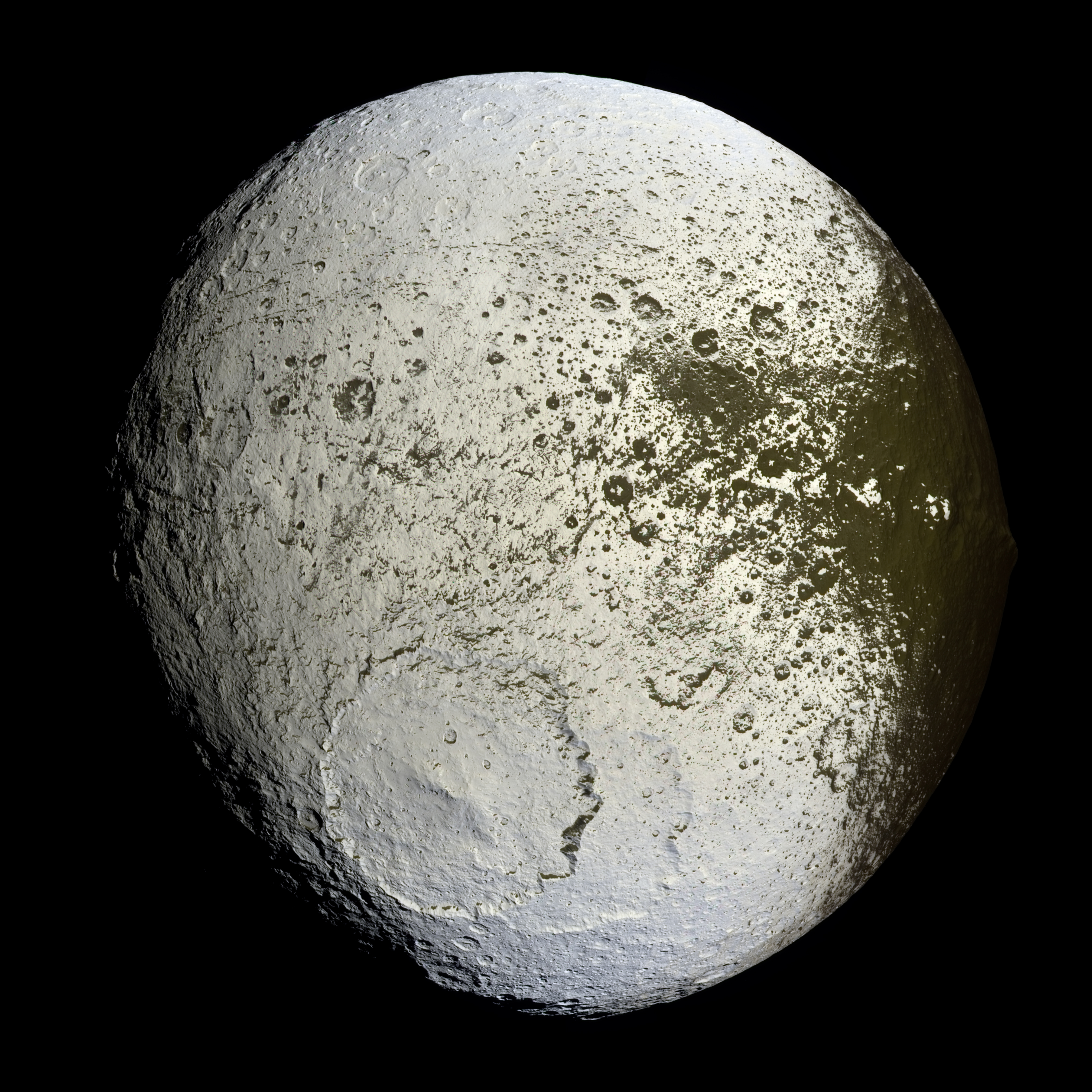
نیمهٔ تاریک و روشن یاپتوس در این تصویر مشخص است که توسط فضاپیمای کاسینی در سال ۲۰۰۷ میلادی گرفته شده‌است.

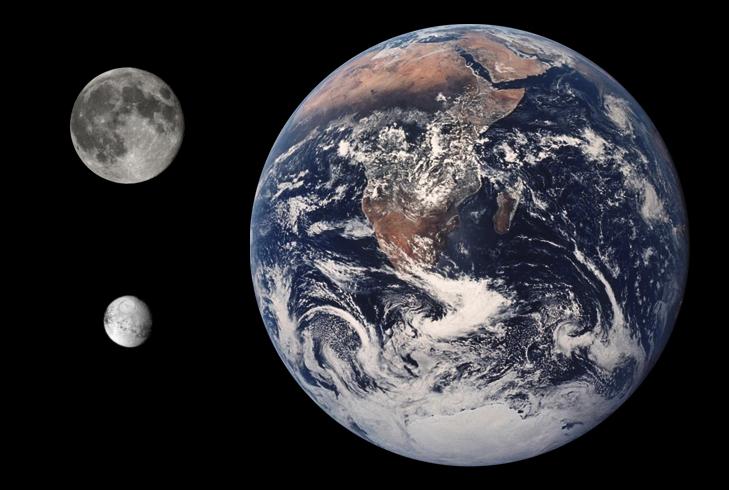
مقایسهٔ یاپتوس (در پایین سمت چپ) با سیارهٔ زمین و کرهٔ ماه

یاپتوس، سومین قمر بزرگ سیارهٔ کیوان، است. این قمر در سال ۱۶۷۱ به‌وسیلهٔ جی.دی. کاسینی کشف شد. قطر این قمر در حدود ۱٬۵۰۰ کیلومتر است. یک دور گردش آن به گرد سیارهٔ کیوان (زحل) حدود ۷۹ روز طول می‌کشد. یاپتوس سومین قمر بزرگ کیوان است. بیشتر معروفیت این قمر به واسطهٔ دو تکه بودن سطح آن است که نیمی از آن دارای موادی است که نور را منعکس کرده و نیمی دارای سطح جذب‌کنندهٔ نور است. از این رو در تصاویر نیمی از آن درخشان و نیمی تاریک با نظر می‌آید. همچنین دیوار بسیار بلندی میان دونیمه یاپتوس وجود دارد که ساختاری شبیه گردو برای این قمر ایجاد کرده‌است. برخلاف هر جسم دیگری در منظومهٔ خورشیدی، نیمی از سطح آن ده بار تیره‌تر از نیمهٔ دیگر است. اگرچه برخی دوست دارند آن را پیامی از موجودات فرازمینی هوشمند تصور کنند، اما واضح است که دانشمندان با این توصیف کنار نیامده‌اند، اما برای ارائهٔ دلیلی قابل قبول‌تر از این پدیده، با مشکلات جدی مواجه هستند.

## اکتشاف
یاپتوس برای نخستین بار توسط جیوانی کاسینی در سال ۱۶۷۱ کشف شد. او آن را در سمت غرب کیوان مشاهده کرد ولیکن موفق نشد آن را در سمت شرق ببیند. این اتفاق چندبار ادامه پیدا کرد که او تنها می‌توانست این قمر را در غرب سیارهٔ کیوان و نه در شرق آن مشاهده کند. کاسینی سرانجام موفق شد این قمر را در شرق کیوان در سال ۱۷۰۵ مشاهده کند، ولیکن متوجه شد که نور آن در سمت شرق بسیار کمتر است.
کاسینی به صورت درستی حدس زد که نیمی از آن روشن و نیمی از آن تاریک است. همچنین این قمر با گردش کیوان طوری همزمان است که همیشه یک طرف آن متوجهٔ سیارهٔ کیوان می‌باشد. از این رو سمت روشن آن فقط وقتی قابل مشاهده است که این قمر در غرب کیوان قرار دارد و در زمانی که در شرق کیوان است تنها نیمهٔ تاریک آن از زمین قابل دیدن است. نیمهٔ تاریک این قمر بعداً به افتخار کاسینی رجیوکاسینی نام گرفت. نام این قمر از نام تیتان یاپتوس از اسطوره‌های یونان باستان گرفته شده‌است. این نام توسط جان هرشل (فرزند ویلیام هرشل که میماس و آنکلادوس را کشف کرد) پیشنهاد شد. او پیشنهاد کرد که قمرهای کیوان به نام تیتان‌ها نامگذاری شوند که خواهر و برادر کرونوس بودند که توسط رومیان معادل کیوان شناخته می‌شد.
از آنجایی که تحقیقات مستقیم روی یاپتوس بی‌نتیجه مانده‌است، از علائم رادیویی، که برای ارسال آن‌ها از رادیو تلسکوپ غول‌پیکر آرسیبو (Arecibo) که با قطر دهانهٔ ۳۰۵ متر بر فراز قلل پورت ریکو نصب شده‌است، برای بررسی یاپتوس استفاده شده. با مطالعه‌ای که بر روی چگونگی بازتاب علائم از روی سطح این قمر (چه تیره و چه روشن) انجام شد، یک دید کلی دربارهٔ عامل احتمالی اختلاف رنگ و درخشندگی سطوح این قمر به دست آمده. نتایج آزمایش‌ها نشان داده که هر دو روی این قمر از دید رادار تا حد زیادی مشابه‌اند، یعنی میزان بازتاب سیگنال‌های ارسالی از سطوح مختلف این قمر تقریباً یکسان است.
این بدین معناست که مادهٔ تیرهٔ تشکیل‌دهندهٔ قسمت تاریک قمر، هر چه که باشد، یا از لحاظ الکتریکی جاذب نیست یا یک لایهٔ بسیار نازک است با قطر چند سانتی‌متر. با وجود این اخترشناسان نسبتاً مطمئن‌اند که یاپتوس عمدتاً از آب تشکیل شده اما به سختی قادرند دربارهٔ دیگر مواد آن نظر دقیقی دهند. از آنجایی که آمونیاک علائم راداری را جذب می‌کند، حضور این ماده در قمر مشخص شده اما احتمال دارد این آمونیاک در زیر سطح قمر پنهان شده باشد. هنوز مطالب بسیاری باقی مانده‌است که باید از اطلاعات دریافتی از رادار استخراج شود. اما کاسینی (یک کاوشگر فضایی بدون سرنشین)، مأموریتی ۴ ساله دارد که گذر از نزدیکی یاپتوس هم جزء آن است.